# Martin Kiunke
Martin Kiunke (* 27. August 1898 in Breslau; † 13. April 1983) war ein lutherischer Theologe, Pfarrer und Hochschullehrer.

## Leben
Martin Kiunke studierte Theologie am Seminar der altlutherischen Kirche in Breslau und in Erlangen und bestand 1923 sein Erstes Theologisches Examen. Nachdem er 1925 sein Zweites Theologisches Examen abgelegt hatte, übernahm der das Pfarramt der altlutherischen Gemeinde in Groß-Justin. Ab Mai 1930 war er Pfarrer in Liegnitz. Parallel zu seiner Arbeit in der Gemeinde promovierte er 1939 bei Hermann Sasse in Erlangen mit einer Arbeit über Johann Gottfried Scheibel zum Lizenziaten der Theologie. Während des Krieges wurde Kiunke Kirchenrat im Oberkirchencollegium zu Breslau (OKC). 1944 wurde er Nachfolger von Gottfried Nagel als hauptamtlicher Kirchenrat. In sein Amt als Kirchenrat wurde er allerdings erst 1946 auf Umwegen eingeführt.
1948 wurde er als Dozent für Kirchengeschichte an die Lutherische Theologische Hochschule nach Oberursel berufen. Neben den Kirchenräten Walther Günther und Matthias Schulz war er an den Einigungsbemühungen seiner Kirche mit den anderen lutherischen Bekenntniskirchen beteiligt. Andererseits trat Kiunke auch dafür ein, weiterhin den Kontakt mit den zur VELKD gehörenden lutherischen Landeskirchen und zum Lutherischen Weltbund zu halten, was ihn in schwere Auseinandersetzungen mit seinem freikirchlichen Fakultätskollegen Wilhelm Oesch brachte. Hinzu kam, dass in den 1950er Jahren ein Konflikt in der altlutherischen Kirche darüber aufkam, ob seine Berufung zum Kirchenrat rechtens gewesen sei.
Die Mischung aus beiden Konflikten führte dazu, dass Kiunke 1954 von seinem Lehrstuhl zurücktrat, aus der altlutherischen Kirche austrat und Pfarrer in der Hannoverschen Landeskirche wurde. Dieser Kirche diente er bis zu seiner Emeritierung, u. a. von 1954 bis 1960 als Pfarrer an der Kreuzkirche in Bremerhaven und von 1960 bis 1965 als Inselpastor auf Juist.
Martin Kiunke war verheiratet mit Elisabeth, geb. Ziemer. Zwischen 1928 und 1934 wurden ihnen fünf Kinder geboren.

## Schriften
- Lutherische Jugend im Geisteskampf der Gegenwart. Breslau (o. J.).
- Aus Kampfeszeiten für Kampfeszeiten. Entstehungsgeschichte der evang.-lutherischen Gemeinde Liegnitz, ausgewertet für das Verständnis der kirchlichen Gegenwart. Breslau 1934.
- Die Religion des Blutes – unseres Volkes Heil? Breslau 1934.
- Was ist denn nun eigentlich Volkskirche? Breslau 1935.
- Johann Gottfried Scheibel und sein Ringen um die Kirche der lutherischen Reformation. Liegnitz 1941 (Göttingen ²1985).
- Zum Verfassungsentwurf der Evangelischen Kirche in Deutschland. Eine Beurteilung vom Standpunkt der lutherischen Kirche. Frankfurt/Main 1948.
- ... bis dass er kommt. Mötzingen 1973.